# Kyle Morris
Kyle Morris (* 24. Juli 1984 in Boise, Idaho) ist ein US-amerikanischer Schauspieler und Synchronsprecher.

## Leben
Morris wurde am 24. Juli 1984 in Boise geboren. Von 2003 bis 2005 studierte er Kochkunst an der Boise State University und arbeitet als Koch und freiberuflicher Künstler in seiner Heimatstadt Boise. 2006 debütierte er in der Rolle des Adam Sage im Film Autumn Angel als Filmschauspieler. In den nächsten Jahren folgten weitere Rollen in Spiel- und Kurzfilmen sowie eine Episodenrolle in der Fernsehserie Private Practice. 2011 stellte er die Rolle des Logan im Katastrophenfilm Eiszeit – New York 2012 dar. Neben einer kleineren Rolle in Savaged, stellte er außerdem 2013 im Film Mad Jack – Travelling Forbidden Dimensions die Rolle des Jack Slade dar. 2014 war er im Film Mom’s Night Out zu sehen. 2023 wirkte er in vier Episoden der Podcastserie Batman: Stained Heir als Alfred Pennyworth mit.

## Filmografie (Auswahl)

### Schauspiel
- 2006: Autumn Angel
- 2007: Sin City Diaries (Fernsehserie, Episode 1x10)
- 2007: The Broken Quiet
- 2008: A Season for Brooding
- 2008: Ibid
- 2008: It’s a Black Thang! (Kurzfilm)
- 2009: The Highly Contested Election for Payette County Sheriff
- 2009: The Professionals (Kurzfilm)
- 2010: Private Practice (Fernsehserie, Episode 3x15)
- 2010: Spirit
- 2010: The Strange Curse of Love
- 2010: Redneck Yoga (Kurzfilm)
- 2010: Slasher the Musical! (Kurzfilm)
- 2011: Lifeguards vs Zombies (Kurzfilm)
- 2011: Eiszeit – New York 2012 (2012: Ice Age)
- 2011: Chillerama
- 2011: Gingerdead Man 3: Saturday Night Cleaver
- 2011: Tioga (Kurzfilm)
- 2011: All Night
- 2012: Night of the Living Dead 3D: Re-Animation
- 2012: The Second Self (Kurzfilm)
- 2012: The Dump (Kurzfilm)
- 2012: Reel Evil
- 2013: Coffin Baby
- 2013: Savaged
- 2013: American Girls
- 2013: Mad Jack – Travelling Forbidden Dimensions (The Forbidden Dimensions)
- 2014: Fear Force Five (Fernsehserie)
- 2014: Found (Kurzfilm)
- 2014: Mom’s Night Out
- 2014: Devilish Charm
- 2015: Exquisite Corpse (Kurzfilm)
- 2016: Ditch Day Massacre
- 2017: Mortuary Massacre
- 2020: Happy Horror Days
- 2020: Utopia Means Nowhere
- 2023: Batman: Stained Heir (Podcastserie, 4 Episoden)

### Synchronisationen
- 2012: Lord of the Elves – Das Zeitalter der Halblinge (Clash of the Empires)
- 2014: 3 Scream Queens